# 羅克 (密歇根州)
羅克（英語：Rock）是位於美國密歇根州德爾塔縣的一個普查規定居民點。

## 人口
根據2020年美國人口普查的數據，羅克的面積為2.33平方千米，當中陸地面積為2.33平方千米，而水域面積為0.00平方千米。當地共有人口181人，而人口密度為每平方千米77.68人。